# AC Perugia Calcio
Associazione Calcistica Perugia Calcio, cunoscut ca Perugia Calcio, AC Perugia, sau simplu Perugia, este un club de fotbal din Perugia, Italia, care evoluează în Serie B.

## Palmares
Cupa UEFA Intertoto:
- Câștigătoare: 2003

Serie A:
- Locul 2: 1978–79

Serie B:
- Câștigătoare: 1974–75

Supercoppa di Lega di Seconda Divisione:
- Câștigătoare: 2011–12

Coppa Italia Serie D:
- Câștigătoare: 2010–11

Lega Pro Prima Divisione:
- Câștigătoare: 1932–33, 1945–46, 1966–67, 1993–94

Lega Pro Seconda Divisione:
- Câștigătoare: 1987–88, 2011–12

Serie D:
- Câștigătoare: 1929–30 (ca Terza Divisione), 2010–11

## Lotul actual
La 8 august 2013
| Nr. |          | Poziție | Jucător                                       |
| --- | -------- | ------- | --------------------------------------------- |
|     | Slovenia | P       | Jan Koprivec                                  |
|     | Canada   | P       | Robert Stillo (împrumutat de la Parma)        |
|     | Italia   | F       | Davide Viti                                   |
|     | Italia   | F       | Gianluca Comotto                              |
|     | Italia   | F       | Gennaro Scognamiglio (împrumutat de la Parma) |
|     | Italia   | F       | Leonardo Massoni                              |
|     | Italia   | F       | Simone Sini                                   |
|     | Italia   | F       | Andrea Conti (împrumutat de la Atalanta)      |
|     | Italia   | F       | Andrea Zanchi                                 |
|     | Albania  | M       | Klisman Toma                                  |
|     | Franța   | M       | Jonathan Bijimine                             |

| Nr. |                  | Poziție | Jucător                                      |
| --- | ---------------- | ------- | -------------------------------------------- |
|     | Coasta de Fildeș | M       | Yves Benoit Bationo (împrumutat de la Parma) |
|     | Italia           | M       | Ferdinando Vitofrancesco                     |
|     | Italia           | M       | Gianluca Nicco                               |
|     | Italia           | M       | Domenico Mungo (împrumutat de la Parma)      |
|     | Brazilia         | M       | Fabinho (împrumutat de la Udinese)           |
|     | Italia           | A       | Giordano Napolano                            |
|     | Italia           | A       | Fabio Aveni (împrumutat de la Catania)       |
|     | Italia           | A       | Mattia Sprocati (împrumutat de la Parma)     |
|     | Italia           | A       | Roberto Insigne (împrumutat de la Napoli)    |
|     | Paraguay         | A       | Miguel Medina (împrumutat de la Udinese)     |
|     | Italia           | A       | Umberto Eusepi (împrumutat de la Varese)     |

## Jucători notabili
| - Salvatore Bagni - Manuele Blasi - Franco Brienza - Andrea Caracciolo - Renato Curi - Angelo Di Livio - Giuseppe Dossena - Salvatore Fresi - Gennaro Gattuso - Fabio Grosso - Fabio Liverani - Marco Materazzi - Fabrizio Miccoli - Fabrizio Ravanelli - Paolo Rossi - Sebastiano Rossi - Giovanni Tedesco - Federico Giunti - Carmine Gautieri |  | - Marc Emmers - Bruno Versavel - Milan Rapaić - Jay Bothroyd - Ibrahim Ba - Traianos Dellas - Zisis Vryzas - Hilário Leal - Dmitri Alenichev - Javier de Pedro - Müller - Zé María - Óscar Córdoba - Iván Kaviedes - Paulo da Silva - Marcelo Zalayeta |  | - Jehad Muntasser - Christian Obodo - Ferdinand Coly - Željko Kalac - Ma Mingyu - Rahman Rezaei - Ali Samereh - Hidetoshi Nakata |